# Ali Kemal
Ali Kemal (Istanbul, 1867 - İzmit, 6 de novembre de 1922) fou un periodista i polític turc otomà. Decidit partidari del sultà i oposat al Comitè Unió i Progrés, va celebrar la caiguda d'aquest el 1918. Va ocupar el càrrec de Ministre d'Educació i de Ministre de l'Interior, per uns mesos, en el govern de Damat Ferit Paixà en Istanbul sota ocupació. Es va oposar al moviment nacional liderat per Mustafà Kemal Atatürk, que en va ordenar el seu segrest a Istanbul, sent dut secretament a Ankara. El cap del I Exèrcit nacionalista, Sakallı Nurettin Paşa, el va fer matar a İzmit per una multitud, abans de ser sotmès a judici.
A Londres es casa el 1903 amb la seva primera esposa, una anglesa anomenada Wilfred Brun, amb qui tenen una filla, i un fill Osman Kemal (després Osman Wilfred Johnson) que es va convertir en avi patern del polític Boris Johnson. Wilfred Brun mor un temps després del naixement del fill.
Ali Kemal es casa el 1912, en segones nupcies, amb Sabiha Hanım, filla d'un ministre otomà, Zeki Paixà. La parella tenen un fill, Zeki, a 1914, qui fou diplomàtic en temps de la República i ocupar els càrrecs d'ambaixador turc a Londres i Madrid, i com a Secretari General del Ministeri d'Afers Exteriors de Turquia.